# Yome Collection
A JomeColle (嫁コレ) vagy Yome Collection free-to-play gyűjtögetős kártyajáték-randiszimulátor, melyet kezdetben a NEC Biglobe, majd 2014 július 30-tól a Heroz fejlesztett. A játék 2011. augusztus 2-án jelent meg Japánban Androidra, míg iOS-re ugyanezen év szeptember 21-én.

## Játékmenet
A játék célja, hogy a játékos megszerezze a különböző kitalált anime-, manga- és videójáték-szereplők, illetve szinkronszínésznők „hangkártyáit”, illetve azok további tartalmát. Minden szereplő két kártyáját, illetve a legtöbb kártya tartalmát „intimitás pontokkal” lehet megnyitni, amit különböző cselekedetek, így a szereplők hangjának meghallgatásával (ボイス/ランダムボイス), simogatással (なでる), böködéssel (つんつん), beszélgetéssel (話しかける), csókolózással (キスをする), ajándékok osztásával (プレゼント), ébresztéssel (起こしてもらう) vagy közös fényképek készítésével (写真) lehet növelni. A játékos bizonyos intimitás pont elérése után szintet léphet, amely során különböző ajándéktárgyakat, illetve érméket kaphat. Az érmékkel további hangkártyák és ajándékok nyerhetőek a különböző gacsáknál. További érmékhez juthat a játékos a mindennapi bejelentkezéssel, de valós pénzzel is lehet érméket vásárolni. A játék minden szereplőjéhez külön ranglista van az intimitás pontok szerint, bizonyos promóciók keretében a száz legjobb játékos közül egy véletlenszerűen kiválasztott megnyerheti az adott szereplő szinkronhangjának aláírását.

## Szereplők
A játékban a címe ellenére nem csak női, hanem férfi és nemtelen szereplők is vannak. A szereplők három szekcióra – általános szekció, női szekció és szeijú szekció – vannak felosztva, egyes szereplők több szekcióban is megjelenhetnek.
Zárójelben a megjelenés dátuma és a szereplő szinkronhangja

### Anime

#### Általános szekció
- Jutori-csan
  - Tanaka Jutori (2011. augusztus 2., Júki Aoi)
  - Cumekomi Siori (2011. szeptember 13., Hanazava Kana)
- Steins;Gate
  - Makisze Kuriszu (2011. augusztus 2., Imai Aszami)
  - Siina Majuri (2011. augusztus 2., Hanazava Kana)
  - Okabe Rintaró (2011. szeptember 6., Mijano Mamoru)
  - Amane Szuzuha (2011. október 11., Tamura Jukari)
  - Faris Nyannyan (2012. március 27., Momoi Haruko)
- A Channel
  - Momoki Run (2011. augusztus 2., Fukuhara Kaori)
  - Tóru (Icsi Tóru) és Run (2011. augusztus 9., Júki Aoi és Fukuhara Kaori)
- Szeikon no Qwaser II
  - Katyja / Ekatyerina Kurae (2011. augusztus 2., Hirano Aja)
  - Oribe Mafuju (2011. augusztus 2., Fudzsimura Ajumi)
- Denpa onna to szeisun otoko
  - Tóva Erio (2011. augusztus 9., Ógame Aszuka)
  - Mifune Rjúko (2011. augusztus 23., Kató Emiri)
  - Tóva Meme (2011. augusztus 30., Nonaka Ai)
- Ano hi mita hana no namae vo bokutacsi va mada siranai
  - Honma „Menma” Meiko (2011. augusztus 16., Kajano Ai)
  - Andzsó „Anaru” Naruko (2012. augusztus 3., Tomacu Haruka)
- Astarotte no omocsa!
  - Astarotte Ygvar (2011. szeptember 20., Kugimija Rie)
  - Tóhara Aszuha (2011. november 15., Tamura Jukari)
- Higurasi no naku koro ni: Rei / Kira
  - Rjúgú Rena (2011. szeptember 20., Nakahara Mai)
  - Furude Rika (2011. november 22., Tamura Jukari)
- Dantalian no soka
  - Dalian „Dantalian” (2011. október 4., Szavasiro Mijuki)
- Kami-szama no Memo-csó
  - Alice (2011. október 25., Ogura Jui)
- Icuka tenma no kuro uszagi
  - Saitohimea (2011. november 1., Takamoto Megumi)
  - Andó Mirai (2011. november 8., Nomizu Iori)
- Tamajura: Hitotose / More Aggressive
  - Szavatari Fú (2011. november 1. / 2013. július 30.,[* 4] Taketacu Ajana)
  - Okazaki Norie (2011. december 20 / 2013. november 1.,[* 5][* 4] Igucsi Juka)
  - Szakurada Maon (2011. december 22. / 2013. december 22.,[* 6][* 4] Gibu Júko)
  - Hanava Kaoru (2011. december 28. / 2013. november 1.,[* 7][* 4] Aszumi Kana)
  - Mitani Kanae[* 8] (2013. szeptember 10.,[* 9] Kajono Ai)
- Hanaszaku iroha
  - Minko Curugi (2011. november 8., Omigava Csiaki)
  - Macumae Ohana (2011. november 29., Itó Kanae)
- Masiroiro Symphony
  - Szena Airi (2011. december 6., Ono Rjóko)
  - Inui Szana (2012. január 10., Josida Majumi)
  - Amaha Miu (2012. január 17., Rikimaru Noriko)
  - Urjú Szakuno (2012. május 29., Gotó Mai)
  - Angelina Nanatsu Sewell (2012. május 15., Icsimura Oma)
- Ro-Kyu-Bu!
  - Minato Tomoka (2011. december 9., Hanazava Kana)
  - Miszava Maho (2011. december 16. / 2014. március 18.,[* 10] Igucsi Juka)
  - Hakamada Hinata (2012. január 4. / 2014. február 28.,[* 10] Ogura Jui)
  - Nagacuka Szaki (2013. január 4., Hikasza Jóko)
  - Kasii Airi (2013. január 15., Hidaka Rina)
  - Ogijama Aoi[* 11] (2014. január 18., Itó Kanae)
- Mahó sódzso Madoka Magika
  - Kaname Madoka (2011. december 27., Júki Aoi)
  - Tomoe Mami (2012. január 13., Mizuhasi Kaori)
  - Miki Szajaka (2012. február 14., Kitamura Eri)
  - Szakura Kjóko (2012. február 21., Nonaka Ai)
  - Kyuubey (2012. február 28., Kató Emiri)
  - Akemi Homura (2012. március 6., Szaitó Csiva)
- Maken-ki!
  - Amaja Haruko (2012. január 24., Sitaja Noriko)
- Toaru kagaku no Railgun
  - Miszaka Mikoto (2012. január 27., / 2013. december 27.,[* 12] Szató Rina)
  - Sirai Kuroko (2012. február 7. / 2014. január 10.,[* 12] Arai Szatomi)
  - Uiharu Kazari (2012. szeptember 18. / 2014. április 4.,[* 12] Tojoszaki Aki)
  - Szaten Ruiko (2012. szeptember 28. / 2014. március 11.,[* 12] Itó Kanae)
  - Miszaka „testvére” (2014. április 15.,[* 13] Szaszaki Nozomi)
- Rinne no Lagrange
  - Kjóno Madoka (2012. január 31., Isihara Kaori)
  - Lan (2012. február 24., Szeto Aszami)
  - Muginami (2012. március 30., Kajano Ai)
- Guilty Crown
  - Juzuriha Inori (2012. március 2., Kajano Ai)
  - Cugumi (2012. március 30., Taketacu Ajana)
  - Sinomija Ajasze (2012. április 10., Hanazava Kana)
- Last Exile: Ginjoku no Fam
  - Fam Fan Fan (2012. március 13., Tojoszaki Aki)
  - Giselle Collette (2012. március 23., Júki Aoi)
  - Millia Il Velch Cutrettola Turan (2012. április 6., Kajano Ai)
- Mórecu ucsú kaizoku
  - Kató Marika (2012. március 16., Komacu Mikako)
  - Chiaki Kurihara (2012. május 11., Hanazava Kana)
  - Gruier Serenity (2013. február 12., Tomacu Haruka)
- Manjú hiken-csó
  - Manjú Csifusza (2012. március 19., Kotobuki Minako)
- Sinrjaku!? Ika muszume
  - Ika muszume (2012. április 3., Kanemoto Hiszako)
  - Nagacuki Szanae (2012. június 22., Itó Kanae)
- Ladies versus Butlers!
  - Selenia Iori Flameheart (2012. április 13., Nakahara Mai)
  - Szaikjó Tomomi (2012. április 24., Kavaszumi Ajako)
- Another
  - Miszaki Mei (2012. április 17., Takamori Nacumi)
- Sakugan no Shana III: Final
  - Shana (2012. április 20., Kugimija Rie)
- C3: C Cube
  - Fear (2012. április 27., Tamura Jukari)
- Ókami to kósinrjó
  - Holo (2012. május 1., Kosimizu Ami)
- Ano nacu de matteru
  - Takacuki Icsika (2012. május 21., Tomacu Haruka)
  - Tanigava Kanna (2012. június 5., Isihara Kaori)
  - Kitahara Mio (2012. június 15., Aszumi Kana)
  - Jamano Remon (2012. június 22., Tamura Jukari)
- Kore va Zombie deszu ka? of the Dead
  - Haruna (2012. június 1., Nomizu Iori)
  - Sera (Seraphim) (2012. június 29., Hikasza Jóko)
  - Tomonori (Josida Juki / Mael Strom) (2012. július 17., Kanemoto Hiszako)
- Toradora!
  - Aiszaka Taiga (2012. június 8., Kugimija Rie)
  - Kusieda Minori (2012. június 12., Horie Jui)
  - Kawasima Ami (2012. június 19., Kitamura Eri)
- Szankarea
  - Szanka Rea (2012. július 6., Ucsida Maaja)
  - Szaódzsi Ranko (2012. július 24., Jahagi Szajuri)
- Aria the Animation
  - Mizunasi Akari (2012. július 13., Hazuki Erino)
  - Aika S. Granzchesta (2012. július 27., Szaitó Csiva)
  - Alice Carroll (2012. augusztus 10., Hirohasi Rjó)
  - Alicia Florence (2012. október 12., Óhara Szajaka)
- Pokoli lány
  - Enma Ai (2012. július 20., Noto Mamiko)
- Kidó szenkan Nadesico
  - Miszumaru Jurika (2012. augusztus 17., Kuvasima Hóko)
  - Hosino Ruri (2012. szeptember 11., Minami Omi)
- Kannagi
  - Nagi (2012. augusztus 21., Tomacu Haruka)
  - Aoba Cugumi (2012. augusztus 31., Szavasiro Mijuki)
  - Zange-csan (2012. szeptember 7., Hanazava Kana)
- Boku va tomodacsi ga szukunai
  - Kasivazaki Szena (2012. szeptember 4., Itó Kanae)
  - Mikazuki Jozora (2012. szeptember 14., Inoue Marina)
- Kono naka ni hitori, imóto ga iru!
  - Curuma Konoe (2012. szeptember 21., Isihara Kaori)
  - Kannagi Mijabi (2012. október 2., Szakura Ajane)
  - Kunitacsi Rinka (2012. október 26., Taketacu Ajana)
  - Tendó Mana (2012. november 2., Ógame Aszuka)
  - Szagara Mei (2012. november 9., Hidaka Rina)
- Haijore! Nyaruko-san
  - Nyaruko (Nyarlathotep) (2012. szeptember 25., Aszumi Kana)
  - Kúko (Cthugha) (2012. október 5., Macuki Miju)
- Girls und Panzer
  - Nisizumi Miho (2012. október 2., Fucsigami Mai)
  - Takebe Szaori (2012. december 25., Kajano Ai)
  - Iszuzu Hana (2013. január 11., Ozaki Mami)
  - Akijama Jukari (2013. január 22., Nakagami Ikumi)
  - Reizei Mako (2013. január 29., Igucsi Juka)
- Koi to szenkjo to Chocolate
  - Sumijosi Csiszato  (2012. október 9., Nakamura Eriko)
  - Sinonome Szacuki  (2012. október 16., Aszakava Jú)
  - Kiba Mifuju (2012. november 6., Mizuhasi Kaori)
  - Aomi Iszara (2012. november 13., Kadovaki Mai)
  - Morisita Micsiru (2012. november 20., Imai Aszami)
- Ore no imóto ga konna ni kavaii vake ga nai
  - Kószaka Kirino (2012. november 19., Taketacu Ajana)
  - Saori Bajeena (2012. december 12., Nabatame Hitomi)
  - Tamura Manami (2012. december 18., Szató Szatomi)
  - Aragaki Ajasze (2012. december 21., Hajami Szaori)
  - Kuroneko / Gokó Ruri (2013. március 19., Hanazava Kana)
- Oda Nobuna no jabó
  - Oda Nobuna (2013. február 15., Itó Kanae)
  - Hacsiszuka Goemon (2013. február 22., Kaneda Tomoko)
  - Niva Nagahide (2013. február 26., Macuzaki Rei)
  - Sibata Kacuie (2013. március 8., Nabatame Hitomi)
  - Takenaka Hanbee (2013. március 12., Ogura Jui)
- Szeitokai no icsizon Lv.2
  - Szakurano Kurimu (2013. február 19., Honda Mariko)
  - Akaba Csizuru (2013. május 17., Mina)
  - Siina Minacu (2013. május 24., Togasi Miszuzu)
  - Siina Mafuju (2013. június 4., Nomizu Iori)
- Dzsosiraku
  - Buratei Marii (2013. március 5., Szakura Ajane)
  - Kúrubijútei Gankjó (2013. március 15., Nandzsó Josino)
  - Harókitei Kigurumi (2013. április 16., Koivai Kotori)
  - Anrakutei Kukuru (2013. április 19., Gotó Szaori)
  - Bóhatei Tetora (2013. április 23., Jamamoto Kibó)
- Little Busters!
  - Nacume Rin (2013. március 26., Tamijaszu Tomoe)
  - Kamikita Komari (2013. április 30., Janase Nacumi)
  - Szaigusza Haruka (2013. május 14., Szuzuki Keiko)
  - Kudryavka Noumi (2013. május 28., Vakabajasi Naomi)
  - Kurugaja Yuiko (2013. június 14., Tanaka Rjóko)
  - Nisizono Mio (2013. július 2., Tacumi Juiko)
- Onii-csan dakedo ai szae areba kankeinai jo ne!
  - Himenokódzsi Akiko (2013. április 9., Kido Ibuki)
  - Anastasia Nasuhara (2013. május 21., Csihara Minori)
  - Szavatari Ginbei Haruomi (2013. június 21., Simoda Aszami)
  - Nikaidó Arasi (2013. szeptember 6., Kitamura Eri)
- AKB0048
  - Motomija Nagisza (2013. április 26., Ivata Karen)
  - Szono Csieri (2013. április 26., Vatanabe Maju)
- GJ-bu
  - Amacuka Mao (2013. május 2., Ucsida Maaja)
  - Amacuka Megumi (2013. május 7., Mijamoto Jume)
- Maojú maó júsa
  - Maó (2013. május 10., Kosimizu Ami)
  - Női lovag (2013. június 28., Szavasiro Mijuki)
  - Főcseléd (2013. július 26., Szaitó Csiva)
- Szaszami-szan@ganbaranai
  - Cukujomi Szaszami (2013. május 31., Aszumi Kana)
  - Jagami Curugi (2013. július 12., Szaitó Csiva)
  - Jagami Kagami (2013. augusztus 9., Hanazava Kana)
  - Jagami Tama (2013. augusztus 27., Nonaka Ai)
- Vividred Operation
  - Issiki Akane (2013. június 18., Szakura Ajane)
  - Futaba Aoi (2013. július 9., Murakava Rie)
  - Szaegusza Vakaba (2013. július 23., Ócubo Juka)
  - Sinomija Himavari (2013. augusztus 2., Ucsida Aja)
  - Kuroki Rei (2013. augusztus 16., Ucsida Maaja)
- Szakura-szó no Pet na kanodzso
  - Siina Masiro (2013. július 5., Kajano Ai)
  - Aojama Nanami (2013. július 19., Nakacu Mariko)
  - Kamiigusza Miszaki (2013. augusztus 13., Takamori Nacumi)
- Csódzsigen Game Neptune
  - Neptune (2013. július 12., Tanaka Rie)
  - Noire (2013. augusztus 9., Imai Aszami)
  - Nepgear (2013. szeptember 3., Horie Jui)
  - Pururut (2013. november 22., Hanazava Kana)
- Minami-ke: Tadaima
  - Minami Haruka (2013. július 16., Szató Rina)
  - Minami Kana (2013. július 30., Inoue Marina)
  - Minami Csiaki (2013. augusztus 20., Csihara Minori)
- Hentai ódzsi to varavanai neko
  - Cucukakusi Cukiko (2013. július 26., Ogura Jui)
  - Azuki Azusza (2013. augusztus 23., Isihara Kaori)
  - Cuvukakusi Cukusi (2013. szeptember 13., Tamura Jukari)
- Majo csiki!
  - Konoe Szubaru (2013. augusztus 6., Igucsi Juka)
  - Szuzucuki Kanade (2013. szeptember 10., Kitamura Eri)
- Red Data Girl
  - Szuzuhara Izumiko (2013. szeptember 17., Hajami Szaori)
  - Szóda Majura (2013. szeptember 24., Jonezava Madoka)
- Photo kano
  - Niimi Haruka (2013. október 11., Itó Kanae)
  - Szakura Mai (2013. december 17., Kanemoto Hiszako)
  - Maeda Kanon (2014. február 10., Isze Marija)
- Kimi no iru macsi
  - Eba Juzuki (2013. október 15., Nakadzsima Megumi)
  - Misima Aszuka (2013. október 25., Szakura Ajane)
- Inu to haszami va cukaidzsó
  - Nacuno Kirihime (2013. november 12., Inoue Marina)
  - Harumi Madoka (2013. december 6., Aszumi Kana)
- Golden Time
  - Kaga Kóko (2013. november 26., Horie Jui)
  - Hajasida Nana (2014. február 21., Kajano Ai)
  - Oka Csinami (2014. július 22., Kido Ibuki)
- Ore no kanodzso to oszananadzsimi ga suraba szugiru
  - Haruszaki Csiva (2013. november 29., Akaszaki Csinacu)
  - Fujuumi Ai (2013. december 10., Kajano Ai)
  - Akisino Himeka (2013. december 24., Kanemoto Hiszako)
  - Nacukava Maszuzu (2013. december 31., Tamura Jukari)
- Fantasista Doll
  - Uno Uzume (2014. január 7., Óhasi Ajaka)
  - Sasara (2014. január 21., Cuda Minami)
- Galilei Donna
  - Hozuki Ferrari (2014. január 28., Hidaka Rina)
  - Kazuki Ferrari (2014. február 25., Ókubo Rumi)
  - Hazuki Ferrari (2014. április 18., Sindó Kei)
- Toaru madzsucu no Index: Endyumion no kiszeki
  - Alisa Meigo (2014. január 31., Miszava Szacsika)
- Nagi no aszukara
  - Mukaido Manaka (2014. február 4., Hanazava Kana)
  - Hiradaira Csiszaki (2014. június 17., Kajano Ai)
  - Siodome Miuna (2014. július 1., Komacu Mikako)
- Kami-szama no inai nicsijóbi
  - Ai Astin (2014. február 21., Tojoszaki Aki)
  - Dee Ensy Stratmitos (2014. július 11., Kitamura Eri)
- Witch Craft Works
  - Kagari Ajaka (2014. február 25., Szeto Aszami)
  - Takamija Kaszumi (2014. április 30., Kajano Ai)
- Genei vo kakeru taijó
  - Taijó Akari (2014. március 4., Kadovaki Mai)
  - Hosikava Szeira (2014. április 1., Kitamura Eri)
- Rjúgadzsó Nanana no maizókin
  - Rjúgadzsó Nanana (2014. március 21., Tanabe Rui)
  - Ikkjú Tenszai (2014. június 6., Aszumi Kana)
  - Hosino Daruku (2014. június 20., Hanazava Kana)
- Outbreak Company
  - Myucel Foaran (2014. március 7., Mimori Suzuko)
  - Petralka Anne Eldant III (2014. április 11., Fucsigami Mai)
- Kikó sódzso va kizucukanai
  - Jaja (2014. március 24., Harada Hitomi)
  - Charlotte Belew (2014. május 2., Megumi Takamoto)
- Jahari ore no szeisun LoveCome va macsigatteiru
  - Jukinosita Jukino (2014. március 28., Hajami Szaori)
  - Juigahama Jui (2014. május 7., Tójama Nao)
- Ore no nónai szentakusi ga, gakuen LoveCome vo zenrjoku de dzsama siteiru
  - Chocolat (2014. április 25., Szadohara Kaori)
  - Jukihira Furano (2014. április 13., Kondó Jui)
  - Óka Júódzsi (2014. július 8., Cudzsi Ajumi)
- Accel World
  - Kurojukihime (2014. április 28., Miszava Szacsika)
  - Kurasima Csijuri (2014. május 27., Tojoszaki Aki)
  - Kózuki Juniko (2014. június 27., Hidaka Rina)
- White Album 2
  - Tóma Kazusza (2014. május 20., Nabatame Hitomi)
  - Ogiszo Szetcuna (2014. június 10., Jonezava Madoka)
- Strike the Blood
  - Himeragi Jukina (2014. június 3., Taneda Risza)
  - Aiba Aszagi (2014. június 24., Szeto Maszami)
  - Akacuki Nagisza (2014. július 15, Hidaka Rina)
  - Kiraszaka Szajaka (2014. szeptember 30., Hajama Ikumi)
- Non non bijori
  - Mijaucsi Renge (2014. augusztus 1., Koivai Kotori)
  - Icsidzsó Hotaru (2014. szeptember 2., Murakava Rie)
  - Kosigaja Komari (2014. szeptember 12., Aszumi Kana)
  - Kosigaja Nacumi (2014. szeptember 19., Szakura Ajane)
- Szekai szeifuku: Bórjaku no Zvezda
  - Hosimija Kate (2014. augusztus 19., Kuno Miszaki)
  - Komadori Renge (2014. szeptember 5., Mao)
- Mahóka Kókó no rettószei
  - Siba Mijuki (2014. augusztus 22., Hajami Szaori)
  - Szaegusza Majumi (2014. október 3., Hanazava Kana)
- Kanodzso ga Flag vo oraretara
  - Nanami K. Bladefield (2014. augusztus 26., Kido Ibuki)
  - Mahógaszava Akane (2014. szeptember 9., Kajano Ai)
- Mahó szenszó
  - Aiba Mui (2014. szeptember 22., Tójama Nao)
  - Iszosima Kurumi (2014. október 24., Szeto Aszami)
- Black Bullet
  - Aihara Endzsu (2014. október 10., Hidaka Rina)
- Rozen Maiden: Zurückspulen
  - Szuigintó (2014. október 17., Tanaka Rie)
  - Sinku (2014. október 31., Szavasiro Mijuki)
- Nórin
  - Nakazava Minori (2014. november 17., Hanazava Kana)

#### Női szekció
- Brave 10
  - Kirigakure Szaizó (2012. június 19., Ono Daiszuke)
  - Szarutobi Szaszuke (2012. június 19., Kakihara Tecuja)
  - Unno Rokuro (2012. június 26., Kamija Hirosi)
  - Juri Kamanoszuke (2012. július 3., Takagi Motoki)
- Miracle Train: Óedo-szen e jókoszo
  - Roppongi Fumi (2012. július 3., Kenn)
  - Tocsó Mae (2012. július 31., Szugita Tomokazu)
  - Sindzsuku Rintaró (2012. augusztus 21., Okiaju Rjótaró)
  - Siodome Kó (2012. szeptember 11., Kadzsi Júki)
- Hakuóki
  - Hidzsikata Tosizó (2012. július 10., Miki Sinicsiró)
  - Okita Szódzsi (2012. július 20., Morikubo Sótaró)
  - Szaitó Hadzsime (2012. augusztus 10., Toriumi Kószuke)
- Hakuóki: Reimeiroku
  - Ibuki Rjúnoszuke (2013. április 23., Szeki Tomokazu)
- Nacujuki Rendezvous
  - Simao Acusi (2012. november 16., Fukujama Dzsun)
  - Hazuki Rjószuke (2012. november 22., Nakamura Júicsi)
- Fusze teppó muszume no torimonocsó
  - Sino (2013. február 22., Mijano Mamoru)
- Amnesia
  - Sin (2013. március 1., Kakihara Tecuja)
  - Ikki (2013. március 8., Tanijama Kisó)
  - Kent (2013. március 15., Isida Akira)
  - Toma (2013. március 26., Hino Szatosi)
- Kami-szama hadzsimemasita
  - Tomoe (2013. március 8., Tacsibana Sinnoszuke)
  - Mizuki (2013. május 28., Okamoto Nobuhiko)
  - Kurama (2013. augusztus 20., Kisio Daiszuke)
- Cuticle tantei Inaba
  - Inaba Hirosi (2013. március 29.,[* 14] Szuvabe Dzsunicsi)
  - Don Valentino (2013. július 19., Ókava Tóru)
  - Lorenzo (2013. augusztus 13., Kosugi Dzsúróta)
  - Ogino Kuniharu (2013. december 17., Morikava Tosijuki)
- K
  - Iszana Jasiro (2013. május 24., Namikava Daiszuke)
  - Jatogami Kuró (2013. július 9.,  Ono Daiszuke)
- Karneval
  - Nai (2013. június 28., Simono Hiro)
  - Gareki (2013. július 23., Kamija Hirosi)
  - Jogi (2013. augusztus 27., Mijano Mamoru)
- Nacume júdzsin-csó
  - Njanko-szenszei / Madara (2013. július 26., Inoue Kazuhiko)
- Tonari no kaibucu-kun
  - Jamaguchi Kendzsi (2013. szeptember 10., Terasima Takuma)
  - Josida Haru (2013. október 1., Szuzuki Tacuhisza)
- Szuki-tte ii na jo
  - Kuroszava Jamato (2013. szeptember 24., Szakurai Takahiro)
- Meganebu!
  - Szóma Akira (2013. október 11.,[* 6] Akabane Kendzsi)
  - Kamatani Micuki (2013. november 15.,[* 15] Mijata Kóki)
  - Hacsimine Takuma (2013. december 13., Tamaru Acusi)[* 15]
  - Minabe Jukija (2014. március 11., Szuvabe Dzsunicsi)
  - Kimata Hajato (2014. március 18., Kimura Rjóhei)
- Sirokuma Cafe
  - Sirokuma-kun (2013. október 15., Szakurai Takahiro)
  - Panda-kun (2013. november 19., Fukujama Dzsun)
  - Penguin-szan (2013. december 3., Kamija Hirosi)
- Makai ódzsi: Devils and Realist
  - William Twining (2014. január 28., Egucsi Takuja)
  - Dantalion Huber (2014. február 28., Terasima Takuma)
- Hakkenden: Tóhó hakken ibun
  - Inuzuka Sino (2014. március 25., Kakihara Tecuja)
  - Inukava Szószuke (2014. április 22., Hino Szatosi)
- Gatchaman Crowds
  - Tacsibana Szugane (2014. április 15., Ószaka Rjóta)
  - Hibiki Dzsó (2014. május 13., Namikava Daiszuke)
- Jovamusi Pedal
  - Onoda Sakamicsi (2014. április 28., Jamasita Daiki)
  - Imaizumi Sunszuke (2014. május 20., Toriumi Kószuke)
  - Makisima Júszuke (2014. június 3., Morikubo Sótaró)
  - Manami Szangaku (2014. június 17., Jonaga Cubasza)
  - Tódó Dzsinpacsi (2014. július 8., Kakihara Tecuja)
  - Naruko Sókicsi (2014. július 25., Fukusima Dzsun)
  - Sinkai Hajato (2014. augusztus 26., Hino Szatosi)
- Samurai Flamenco
  - Hazama Maszajosi (2014. június 10., Maszuda Tosiki)
  - Gotó Hidenori (2014. július 29., Szugita Tomokazu)
- Hamatora: The Animation
  - Nice (2014. november 11., Ószaka Rjóta)
  - Muraszaki (2014. december 2., Hatano Vataru)

#### Mindkét szekcióban megtalálható szereplők
●-rel jelölve a férfi szereplők.
- Toaru madzsucu no Index II
  - Index (2012. február 17., Igucsi Juka)
  - Last Order (2012. augusztus 7., Hidaka Rina)
  - Cukujomi Komoe (2012. augusztus 14., Kojama Kimiko)
  - Kanzaki Kaori (2012. augusztus 28., Itó Sizuka)
  - ●Accelerator (2012. szeptember 4., Okamoto Nobuhiko)
  - ●Kamidzsó Tóma (2012. szeptember 25., Abe Acusi)
- Szókjú no Fafner
  - ●Makabe Kazuki (2012. július 27., Isii Makoto)
  - Tómi Maja (2012. július 31., Macumoto Marika)
  - ●Minasiro Szósi (2012. augusztus 28., Kijaszu Kóhei)
- Code Geass: Bókoku no Akito
  - ●Hjúga Akito (2012. augusztus 3., Irino Miju)
  - Leila Malkal (2012. augusztus 3., Szakamoto Maaja)
- Sword Art Online
  - ●Kirito / Kirigaja Kazuto (2012. december 4. / 2014. november 28.,[* 16] Macuoka Josicugu)
  - Asuna / Júki Aszuna (2012. december 7., Tomacu Haruka)
  - Silica / Ajano Keiko (2012. december 14., Hidaka Rina)
  - Leafa / Kirigaja Szuguha (2013. február 8., Taketacu Ajana)
  - Yui (2013. április 12., Itó Kanae)
  - Lisbeth / Sinozaki Rika (2014. március 14., Takagaki Ajahi)
  - Shinon / Aszada Sino (2014. november 25.,[* 17] Szavasiro Mijuki)
- Fairy Tail
  - Lucy Heartfilia (2012. december 28., Hirano Aja)
  - Erza Scarlet (2013. január 8., Óhara Szajaka)
  - Wendy Marvell (2013. január 25., Szató Szatomi)
  - ●Natsu Dragneel (2013. január 29., Kakihara Tecuja)
  - ●Gray Fullbuster (2013. február 8., Nakamura Júicsi)
  - Happy (2013. március 1., Kugimija Rie)
- Code:Breaker
  - ●Ógami Rei (2013. január 18., Okamoto Nobuhiko)
  - ●Toki (2013. január 25., Szuzumura Kenicsi)
  - Szakurakódzsi Szakura (2013. február 5., Hikasza Jóko)
- Psycho-Pass
  - ●Kógami Sinja (2013. február 1., Szeki Tomokazu)
  - ●Ginoza Nobucsika (2013. március 19., Nodzsima Kendzsi)
  - Cunemori Akane (2013. április 2., Hanazava Kana)
  - ●Makisima Sógo (2013. április 19., Szakurai Takahiro)
  - ●Kagari Súszei (2013. szeptember 6., Isida Akira)
- Szajonara, Zecubó-szenszei
  - Fuura Kafuka (2013. március 1., Nonaka Ai)
  - Kimura Kaere (2013. március 22., Kobajasi Jú)
  - ●Itosiki Nozomu (2013. március 26., Kamija Hirosi)
  - Komori Kiri (2013. április 5., Tanii Aszuka)
- Break Blade (film)
  - ●Rygart Arrow (2013. április 30., Hosi Szóicsiró)
  - ●Hodr (Krishna IX) (2013. május 7., Nakamura Júicsi)
  - ●Zess (2013. május 21., Kamija Hirosi)
  - ●Girge (2013. június 18., Toriumi Kószuke)
  - Sigyn Erster (2013. szeptember 20., Szaitó Csiva)
  - Cleo Saburafu (2013. október 1., Hanazava Kana)
- Szuiszei no Gargantia
  - Amy (2013. június 11., Kanemoto Hiszako)
  - ●Ledo (2013. július 2., Isikava Kaito)
  - ●Chamber (2013. július 30., Szugita Tomokazu)
  - Bellows (2013. szeptember 3., Itó Sizuka)
- Hataraku Maó-szama
  - Júsza Emi (Júsza Emilia) (2013. augusztus 30., Hikasza Jóko)
  - Szaszaki Csiho (2013. szeptember 27., Tójama Nao)
  - ●Maó Szadao (Maó Satan) (2013. október 8., Ószaka Rjóta)
  - ●Asija Siró (Alciel ördög-generalissimo) (2013. november 5., Ono Júki)
- Servant × Service
  - Jamagami Lucy (rövidítés) (2013. szeptember 6., Kajano Ai)
  - Csihaja Megumi (2013. november 19., Tojoszaki Aki)
  - Mijosi Szaja (2013. november 26., Nakahara Mai)
  - ●Icsimija Taisi (2013. december 24., Szakurai Takahiro)
  - ●Haszebe Jutaka (2014. január 21., Szuzuki Tacuhisza)
- Angel Beats!
  - Nakamura Juri (2013. október 4., Szakurai Harumi)
  - Tensi / Tacsibana Kanade (2013. október 8., Hanazava Kana)
  - Jui (2013. december 3., Kitamura Eri)
  - ●Naoi Ajato (2014. szeptember 9., Ogata Megumi)
  - ●Otonasi Juzuru (2014. október 7., Kamija Hirosi)
  - ●Hinata Hideki (2014. november 4., Kimura Rjóhei)
- Devil Survivor 2: The Animation
  - Io / Nitta Io (2013. október 18., Ucsida Aja)
  - ●Hibiki / Kuze Hibiki (2013. október 22., Kamija Hirosi)
  - Airi / Ban Airi (2013. október 29., Aszumi Kana)
  - ●Jamato / Hocuin Jamato (2013. december 10., Szuvabe Dzsunicsi)
- Gin no szadzsi
  - ●Hacsiken Júgó (2014. március 4., Kimura Rjóhei)
  - Mikage Aki (2014. március 20., Mijake Marie)
  - ●Komaba Icsiró (2014. április 1., Szakurai Tóru)
- Log Horizon
  - ●Siroe (2014. március 11., Terasima Takuma)
  - Akacuki (2014. március 11, Kató Emiri)
- Nobunaga the Fool
  - ●Oda Nobunaga (2014. március 18., Mijano Mamoru)
  - Jeanne Kaguya d’Arc (2014. március 18., Hikasza Jóko)
  - ●Gaius Julius Caesar (2014. szeptember 26., Nakamura Júicsi)

### Videójátékok

#### Általános szekció
- Eijú denszecu: Szora no kiszeki SC
  - Estelle Bright (2012. május 8., Kanda Akemi)
  - Tita Russell (2012. május 18., Konno Hiromi)
  - Kloe Rinz (2012. május 25., Minagucsi Júko)
  - Renne (20102. július 6., Nisihara Kumiko)
- Eijú denszecu: Rei no kiszeki
  - Elie MacDowell (2012. június 26., Endó Aja)
- Szenran kagura sinovi Versus: Sódzso-tacsi no sómei
  - Aszuka (2012. augusztus 24., Harada Hitomi)
- Time and Eternity
  - Toki hercegnő (2012. szeptember 18., Hanazava Kana)
  - Tova (2012. október 19., Kitamura Eri)
- Ima szugu oniicsan ni imóto da tte iitai!
  - Mitani Ajumu (2013. november 15., Csihara Minori)
  - Nanasze Macuri (2013. december 13., Itó Kanae)
  - Sigemori Mao (2014. január 14., Kajano Ai)
  - Haida Kimika (2014. január 24., Hikasza Jóko)

#### Női szekció
- Harukanaru dzsikú no naka de 5
  - Kirjú Sun (2012. július 17., Terasima Takuma)
  - Szakamoto Rjóma (2012. július 24., Szuzumura Kenicsi)
  - Csinami (2012. augusztus 7., Abe Acusi)
  - Okita Szódzsi (2012. augusztus 14., Okamoto Nobuhiko)
  - Komacu Tatevaki (2012. november 27., Tacsibana Sinnoszuke)
  - Fukucsi Oucsi (2012. december 12., Takemoto Eidzsi)
  - Ernest Satow (2013. január 11., Sitanda Michael)
  - Takaszugi Sinszaku (2013. január 22., Jaszumoto Hiroki)
- Kiniro no Corda 3
  - Sakakida Icsi (2012. október 2., Ucsida Júja)
  - Kiszaragi Ricu (2012. október 9., Konisi Kacujuki)
  - Kiszaragi Kjója (2012. október 30., Fukujama Dzsun)
  - Mizusima Haruto (2012. november 13., Mizuhasi Kaori)
  - Toki Hószei (2014. május 9., Isikava Hideo)
  - Tógane Csiaki (2014. július 1., Tanijama Kisó)
- Koiszetnai Love & Peace
  - Akagi Fúta / Heart Red (2012. október 23., Hosi Szóicsiró)
  - Aojama Reisi / Heart Blue (2012. november 9., Toriumi Kószuke)
  - Szarutobi Kóhei / Heart Yellow (2012. december 18., Mijata Kóki)
  - Kuromine Cugi / Heart Black (2012. december 28., Nakai Kazuja)
- VitaminZ
  - Narumijaten Dzsúró (2013. szeptember 3., Kenn)
  - Fuva Csisato (2013. november 1., Maeno Tomoaki)
  - Hódzsó Kei (2013. november 26., Irino Miju)
  - Tacsibana Jakumo (2014. január 7., Jonaga Cubasza)
  - Mine Arata (2014. február 7., Morikubo Sótaró)
  - Hódzsó Nacsi (2014. június 13., Nodzsima Kendzsi)
- Koi va kószoku ni sibararenai!
  - Narukai Ótari (2014. május 27., Irino Miju)
  - Szakaki Eidzsi (2014. július 18., Terasima Takuma)
  - Habaszaki Szatosi (2014. augusztus 5., Okamoto Nobuhiko)
  - Midó Tója (2014. szeptember 2., Toriumi Kószuke)
  - Aszagiri Acusi (2014. szeptember 16., Kadzsi Júki)
- Storm Lover
  - Uzuki Júto (2014. október 28., Hatano Vataru)
- Go-nin no koi Prince: Himicu no keijaku kekkon
  - Kanzaki Takeru (2014. november 18., Morikava Tosijuki)
  - Muroi Kaede (2014. november 21., Isida Akira)

### Egyebek
- Kodansha Light Novel
  - Kanodzso ga Flag vo oraretara
    - Nanami K. Braidfield (2011. december 2., Macuzaki Rei)
    - Mahógaszava Akane (2012. január 31., Jamamoto Ajano)

  - Outbreak Company: Moeru sinrjakusa
    - Petralka (2012. március 9., Akucu Kana)
- Hello Kitty to isso!
  - Nekomura Iroha (2012. december 21.,[* 18] Macuzaki Rei)
  - Minase Sizuku (2013. március 29., Igarasi Hiromi)
  - Mijabi Szakuja (2013. április 16., Kakuma Ai)
  - Ichika Uraru (2013. május 24., Nakamura Szakura)
  - Miu Crawford (2013. július 19., Kuvahara Júki)

### Eredeti szereplők
Zárójelben a megjelenés ideje, a szereplő illusztrátora és a szinkronhangja
- Kiszaragi Hina (2012. november 30., Fudzsima Takuja, Hidaka Rina)
- Loeb (2012. december 28., Pop, Horie Jui)
- Liz (2013. május 31., Aruto Szeneka, Kitamura Eri)
- Kitadzsima Juri[* 19] (2013. június 14.,[* 7] Higa Jukari, Fukuhara Kaori)
- Kitadzsima Risza[* 19] (2013. június 14.,[* 20] Kaszukabe Akira, Mako)
- Kitadzsima Miszato[* 19] (2013. június 14.,[* 21] Misima Kurone, Nagacuma Dzsuri)

## JomeColle Idol
A JomeColle Idol (嫁コレアイドル) a JomeColle speciális változata, amelyben kitalált szereplők helyett idolok szerepelnek. A játék 2012. november 26-án jelent meg iOS-re.
A szolgáltatást 2014. március 31-én le fogják állítani.
2012
- november 6.
  - Himeszaki Aimi, Szugimoto Jusza (LinQ)
  - Louise Sforzur, Yukafin Doll (Afilia Saga East)
- november 9.
  - Kurumi Lala Milk (Afilia Saga East, 2013. július 30-ig)[3]
- november 13.
  - Mizuki Moe (LinQ)
  - Aria M. Milvana (Afilia Saga East)
- november 16.
  - Meiry Malonfeel (Afilia Saga East, 2013. július 30-ig)[3]
- november 20.
  - Macumura Kurumi (LinQ)
  - Maho Sotto Voce (Afilia Saga East)
- november 27.
  - Takaki Jumi (LinQ)
  - Kohime Lit Pucci (Afilia Saga East)
- november 30.
  - Miku Doll Charlotte (Afilia Saga East)
- december 4.
  - Kisida Maju (LinQ)
  - Ayami Chercy Snow (Afilia Saga East)
- december 7.
  - Laura Sucreine (Afilia Saga East)
- december 11.
  - Szakai Aszaka (LinQ)
  - Emiu Weilschmidt (Afilia Saga East)
- december 14.
  - Enako (Panache!)
- december 18.
  - Amano Nacu (LinQ)
- december 21. 
  - Kuroneko (Panache!)
- december 25.
  - Momoszaki Maju (LinQ)
- december 28.
  - Icuki Akira (Panache!)

2013
- január 8.
  - Icsinosze Miku (LinQ)
- január 15.
  - Jamaki Ajano (LinQ)
- január 22.
  - Uehara Aszami (LinQ)
- február 22.
  - Jokojama Rurika, Isida Karen (Idoling!!!)
- március 1.
  - Mijake Hitomi (Idoling!!!)
- március 8.
  - Tacsibana Jurika (Idoling!!!)
- március 12.
  - Amiju (Himeszaki Ami) (LinQ)
- március 15.
  - Takahasi Kurumi (Idoling!!!)
- március 22.
  - Tonooka Erika (Idoling!!!)
- március 29.
  - Itó Júna (Idoling!!!)
- április 5.
  - Gotó Kaoru (Idoling!!!)
- április 12.
  - Aszai Nao (Idoling!!!)
- április 19.
  - Ókava Ai (Idoling!!!)
- április 26.
  - Raymee Heavenly (Afilia Saga)
- május 10.
  - Reina Scott Mauser (Afilia Saga)
- május 21.
  - Jamakita Szaki (Iris)
- május 28.
  - Szerizava Jú (Iris)
- június 4.
  - Akaneja Himika (Iris)
- június 11.
  - Sibuja Azuki (Iris)
- június 18.
  - Vakai Júki (Iris)
- június 25.
  - Kubota Miju (Iris)
- július 2.
  - Okumura Majuri (Hime Kyun Fruit Kan)
- július 9.
  - Kikuhara Juria (Hime Kyun Fruit Kan)
- július 16.
  - Kono Honoka (Hime Kyun Fruit Kan)
- július 23.
  - Tanio Szakurako (Hime Kyun Fruit Kan)
- július 30.
  - Okamoto Mai (Hime Kyun Fruit Kan)
- augusztus 27.
  - Aiszako Miju (Lovely Doll)
- szeptember 3.
  - Ivaszaki Juki (Lovely Doll)
- szeptember 10.
  - Asizaki Maja (Lovely Doll)
- szeptember 17.
  - Cuzuki Kana (Lovely Doll)
- szeptember 24.
  - Haruna (Lovely Doll)
- október 1.
  - Sano Juriko (Lovely Doll)

## JomeColle szeijú-bu
2013
- január 18.
  - Ógame Aszuka
  - Komacu Mikako
  - Nagacuma Dzsuri
  - Fukuhara Kaori
  - Mako
- február 1.
  - Jamamoto Nozomi
- február 15.
  - Ógame Aszuka (2. évad)
- március 1.
  - Nomizu Iori
- március 15.
  - Fukuhara Kaori (2. évad)
- március 22.
  - Mako (2. évad)
- március 29.
  - Nagacuma Dzsuri (2. évad)
- április 5.
  - Tokui Szora
- április 19.
  - Komacu Mikako (2. évad)
- május 10.
  - Akaszaki Csinacu
- május 24.
  - Jamamoto Nozomi (2. évad)
- június 7.
  - Ócubo Juka
- június 21.
  - Nomizu Iori (2. évad)
- július 5.
  - Ueszaka Szumire
- július 19.
  - Tokui Szora (2. évad)
- augusztus 2.
  - Koivai Kotori
- augusztus 16.
  - Ógame Asuka (3. évad)
- augusztus 23.
  - Akaszaki Csinacu (2. évad)
- szeptember 13.
  - Óhasi Ajaka
- szeptember 20.
  - Ócubo Juka (2. évad)
- október 4.
  - Nisi Aszuka
- október 18.
  - Ueszaka Szumire (2. évad)
- november 1.
  - Miszava Szacsika
- november 15.
  - Koivai Kotori (2. évad)
- december 6.
  - Kido Ibuki
- december 20.
  - Óhasi Ajaka (2. évad)

2014
- január 10.
  - Murakava Rie
- január 24.
  - Nisi Aszuka (2. évad)
- február 7.
  - Takahasi Minami
- március 7.
  - Miszava Szacsika (második évad)
- április 4.
  - Murakava Rie (második évad)
- május 9.
  - Kido Ibuki (második évad)
- május 23.
  - Nisi Aszuka (harmadik évad)
- június 6.
  - Takahasi Minami (második évad)
- június 13.
  - Ógame Aszuka (negyedik évad)
- június 20.
  - Nisi Aszuka (negyedik évad)

## Webrádió

### JomeRadi!
2013. január 11. és június 28. között sugározták péntekenként élőben az Animate TV-n. 25 részt élt meg. A három műsorvezetőnő három a rádióműsorhoz készített szereplőt személyesített meg. Minden héten bemondtak egy kódot a játék egy szereplőjéhez.
Műsorvezetők
- Fukuhara Kaori, Mako és Nagacuma Dzsuri

Műsorblokkok
- Fucuota (ふつおた)
- Jome hókoku (嫁報告)
- JomeRadi Item (嫁ラジアイテム)
- Reidai no Jingle (例題のジングル)
- Ore no jome nara×××ga dekiru! (俺の嫁なら×××が出来る!)
- Girls’ Judgment (ガールズジャッジメント)
- Jomedora (嫁ドラ)

Vendégek
- 3. epizód — Komacu Mikako
- 4. epizód — Jamamoto Nozomi
- 6. epizód — Ógame Aszuka
- 8. epizód — Nomizu Iori
- 13. epizód — Tokui Szora
- 17. epizód — Akasaki Csinacu
- 22. epizód — Ócubo Juka

### Miszava Szacsika, Nisi Aszuka no Cheering Party!!
2013. július 5. és december 27. között sugározták péntekenként élőben az Animate TV-n. 26 részt élt meg. Minden héten bemondtak egy kódot a játék egy szereplőjéhez.
Műsorvezető
- Miszava Szacsika és Nisi Aszuka

Műsorblokkok
- Fucuota (ふつおた)
- JomeColle hadzsimemasita! (嫁コレはじめました!)
- JomeColle óendan (嫁コレ応援団!)
- Óen szaretai! (応援されたい!)
- Today’s Special
- JomeCollabo (嫁コレラボ)
- Naszu & kivi (ナス＆キウイ)
- Nisi csiebukuro (ニシー知恵袋)
- SMT: Super Misawa Time

Vendégek
- 3. epizód — Ueszaka Szumire
- 5. epizód — Ógame Aszuka
- 9. epizód — Nakagami Ikumi
- 10. epizód — Kido Ibuki
- 11. epizód — Hazuki Erino
- 15. epizód — Óhasi Ajaka
- 20. epizód — Vasizaki Takesi (telefonon keresztül)
- 21. epizód — Tacumi Yuiko
- 22. epizód — Jonezava Madoka
- 23. epizód — Takamori Nacumi

### Aja Rie no Hana Jome hadzsimemasita!
2014. január 10. és március 28. között sugározzák élőben az Animate TV-n. 12 részt élt meg. Minden héten bemondtak egy kódot a játék egy szereplőjéhez.
Műsorvezetők
- Óhasi Ajaka és Murakava Rie

Műsorblokkok
- FucuJome (フツヨメ)
- Rjószai Chart (良妻チャート)
- JomeColle kóbó (嫁コレ工房)
- Hondzsicu no jome (本日の嫁)
- Akiramenaide!! (あきらめないで!!)

Vendégek
- 9. epizód — Ueszaka Szumire
- 10. epizód — Isihara Kaori
- 11. epizód — Fucsigami Mai és Itó Kanae
- 12. epizód — Nisi Aszuka